# Гра на графі
Гра на графі — гра, представлена в такому вигляді.
Дано граф Бержа L = (X, Γ) з виділеною підмножиною «початкових» вершин. Один із гравців (який саме, визначається жеребкуванням), як свій крок обирає деяку вершину x1 ∈ X0; потім робить крок другий гравець, обираючи вершину y1 ∈ Γx1; після цього перший гравець обирає вершину x2∈ Γy1, і так далі. В багатьох іграх, переможцем вважається той, хто першим обере тупикову вершину — таку z, що Γz = ∅ (тобто, супротивника позбавлено можливості зробити наступний крок).
Гравець, який обрав у деякий момент часу вершину в ядрі — такому S ⊆ X, для якого ∀ x ∈ S Γx ∩ S = ∅ та ∀ x ∈ X \ S Γ x ∩ S ≠ ∅, має можливість, незалежно від відповіді противника, наступним своїм кроком знову обрати вершину в S, і так далі, тобто, застрахувати себе від програшу.
Також можуть існувати інші стратегії безпрограшної гри (навіть на графі, який не має жодного ядра).
У складніших іграх, елементи графу L оздоблюються вагою, і тоді після зупинки гри, переможець визначається, наприклад, за сумою ваги набраних ним вершин.